# Björn-Arne Alber
Björn-Arne Alber (* 12. April 1981 in Bietigheim-Bissingen) ist ein deutscher Volleyballtrainer und ehemaliger Spieler.

## Leben
Alber wurde im Volleyball-Internat Frankfurt ausgebildet. Anschließend spielte er mit der Nachwuchsmannschaft des VfB Friedrichshafen in der Zweiten Liga. 2002 kam der Zuspieler zum Bundesligisten evivo Düren. Mit ihm wurde Düren von 2005 bis 2007 dreimal Vizemeister. 2007 endete Albers aktive Karriere als Spieler.
Als sein ehemaliger Mitspieler Sven Anton 2008 neuer Cheftrainer der Dürener wurde, übernahm Alber die Rolle des Assistenten. Zwei Jahre später wollte er sich nach dem Abschluss seines Geographiestudiums an der RWTH Aachen verlängerte er seinen Vertrag. Auch nach der Verpflichtung von Söhnke Hinz im Sommer 2011 blieb er Co-Trainer in Düren. Zudem schlug Alber eine Verwaltungslaufbahn bei der Stadtverwaltung Düren ein.
Nach seinem Ausstieg bei den Profis übernahm Alber in der zweiten Mannschaft des Dürener Turnvereins den Posten des Spielertrainers. In seiner langjährigen Amtszeit wurde sein Team zweimal Oberliga-Meister und stieg in die Regionalliga auf. Dies geschah auch zum Abschluss seiner Tätigkeit als Spielertrainer im Jahr 2019. Im Anschluss übernahm er wieder einen Trainerposten bei den SWD Powervolleys Düren (zuvor evivo Düren) als Trainer der Zuspieler. Seit der Saison 2020/2021 ist Alber Co-Trainer unter der Leitung von Rafał Murczkiewicz. Die Hauptrunde schlossen sie auf Rang zwei ab. Im Playoff-Viertelfinale setzen sie sich mit 2 Siegen gegen die United Volleys Frankfurt durch. Im Halbfinale unterlagen sie den Berlin Recycling Volleys mit 1:2.
Alber blieb auch unter Matti Alatolo Co-Trainer. Nach der vorzeitigen Vertragsauflösung im Dezember 2023 übernahm er zusammen mit Tomáš Kocian-Falkenbach die Cheftraineraufgabe bis zum Saisonende.